# The Master (film, 2012)
Pour les articles homonymes, voir The Master.
Pour plus de détails, voir Fiche technique et Distribution.
The Master ou Le Maître au Québec est un film dramatique américain écrit, produit et réalisé par Paul Thomas Anderson et sorti en 2012.
Mettant en vedette Joaquin Phoenix, Philip Seymour Hoffman et Amy Adams, il raconte l'histoire de Freddie Quell, vétéran de la Seconde Guerre mondiale qui lutte pour s'adapter à une société d'après-guerre qui rencontre Lancaster Dodd (Hoffman), leader d'un mouvement religieux appelé « The Cause », qui voit quelque chose dans Quell et l'accepte dans le mouvement. Freddie prend goût au mouvement et commence à voyager avec Dodd le long de la côte Est et à répandre les enseignements.
Le film est officiellement présenté en avant-première le 1er septembre 2012, à la Mostra de Venise où il a remporté le Prix FIPRESCI du meilleur film. The Master est sorti en salles le 14 septembre 2012 aux États-Unis et le 9 janvier 2013 en France, rencontrant un accueil critique favorable dans ces deux pays. Le film a reçu trois nominations aux Oscars dans les catégories meilleur acteur pour Phoenix, meilleur acteur dans un second rôle pour Hoffman, et meilleure actrice dans un second rôle pour Adams.

## Synopsis
Dans les années 1950 aux États-Unis. Freddie Quell est un vétéran de la marine qui retourne en Californie, après s’être battu dans le Pacifique. Il vit de petits métiers. Devenu alcoolique, il a des excès de violence irrépressibles. Il prépare des mélanges avec des alcools divers et des diluants qui font des ravages chez ses compagnons de beuverie. Lui-même est émacié, amer, physiquement et mentalement abimé. C'est alors qu'il rencontre Lancaster Dodd. Un soir qu'il était saoul, il monte instinctivement sur le yacht de celui qui se désigne à lui sobrement au matin comme « romancier, docteur en physique nucléaire et philosophe théoricien ». Dodd aurait besoin éventuellement d'un marin supplémentaire sur le bateau. Il vient sur le terrain de Quell en lui réclamant de son breuvage trafiqué. Puis il lui administre une séance de thérapie mentale.
Quell, qui avait adopté jusque-là une position d'indifférence narquoise, devient ce jour-là un des compagnons du « Maître » car l'homme à demi-détruit qu'il était sort épanoui et transformé de la séance d'auditio. Quell participe désormais à toutes les activités du mouvement militant que dirige Dodd et fait valoir les droits de sa nature complexe et violente en agressant systématiquement les détracteurs de son patron, qui laisse faire. Quell côtoie de près les principaux dirigeants, qui le snobent. Dodd, qu'on presse de renvoyer l'inadapté, n'a de cesse d'obtenir l'amélioration de la condition de celui qu'il a taxé le premier jour de « stupide animal » tout en conservant avec lui des rapports constants de franchise et de quasi-amitié. À la fin du film, Quell entrevoit peut-être une embellie.
Dodd est un idéologue ambitieux qui prétend révolutionner le mental humain et la sorte de secte qu'il dirige dans une relative paranoïa entre en conflit avec les autorités et les personnalités influentes.

## Fiche technique
- Titre original : The Master
- Réalisation : Paul Thomas Anderson
- Scénario : Paul Thomas Anderson
- Décors : David Crank et Jack Fisk
- Costumes : Mark Bridges
- Photographie : Mihai Malaimare Jr.  et Paul Thomas Anderson
- Montage : Leslie Jones et Peter McNulty
- Musique : Jonny Greenwood
- Production : Paul Thomas Anderson, Megan Ellison, Daniel Lupi et JoAnne Sellar
- Sociétés de production : Annapurna Pictures et Ghoulardi Film Company
- Sociétés de distribution :  The Weinstein Company,  Metropolitan Filmexport
- Budget : 35 000 000 de dollars[2]
- Pays d’origine :  États-Unis
- Langue originale : anglais
- Format : couleur - 1.85 : 1 - 70 mm
- Genre : drame
- Durée : 137 minutes
- Dates de sortie :
  -  Italie : 1er septembre 2012 (Mostra de Venise 2012)
  -  Canada : 7 septembre 2012 (Festival international du film de Toronto)
  -  États-Unis : 14 septembre 2012 (sortie limitée), 21 septembre 2012 (sortie nationale)
  -  France : 9 janvier 2013
- Mention CNC : tous publics, art et essai (visa d'exploitation no 135712 délivré le 31 décembre 2012)[3]

## Distribution
- Joaquin Phoenix (VF : Bruno Choel ; VQ : Daniel Picard) : Freddie Quell
- Philip Seymour Hoffman (VF : Thierry Hancisse ; VQ : François Godin) : Lancaster Dodd
- Amy Adams (VF : Élisabeth Ventura ; VQ : Viviane Pacal) : Peggy Dodd, la femme de Lancaster Dodd
- Laura Dern (VF : Martine Irzenski) : Helen
- Jesse Plemons (VF : Christophe Lemoine ; VQ : Maël Davan-Soulas) : Val Dodd, le fils de Lancaster Dodd
- Ambyr Childers (VQ : Mélanie Laberge) : Elizabeth Dodd, la fille de Lancaster Dodd
- Rami Malek (VF : Alexis Tomassian ; VQ : Xavier Dolan) : Clark, le beau-fils de Lancaster Dodd
- Kevin J. O'Connor (VF : Jérôme Keen) : Bill White
- Joshua Close (VF : Grégory Sengelin) : Wayne Gregory
- Amy Ferguson (VF : Karine Texier) : Martha
- Patty McCormack (VF : Marie-Laure Dougnac) : Mildred Drummond
- W. Earl Brown : l'homme d'affaires
- Jillian Bell : Susan
- Fiona Dourif : une danseuse
- Christopher Evan Welch (VF : Gérard Darier) : John More
- Lena Endre (VF : Catherine Hamilty ; VQ : Julie Burroughs) : Madame Solstad
- Madisen Beaty (VF : Kelly Marot) : Doris Solstad
- David Warshofsky (VF : Jacques Bouanich) : un policier

Source et légende : Version française (VF) sur AlloDoublage et RS Doublage; Version québécoise (VQ) sur Doublage Québec

## Production

### Développement
Le film a été en partie inspiré par L. Ron Hubbard, fondateur de la Scientologie, mais aussi utilisé sur les premières ébauches de There Will Be Blood, les histoires de Jason Robards qui avait raconté à Anderson sur ses jours de consommation d'alcool dans la Marine pendant la guerre et l'histoire de la vie de John Steinbeck.
Initialement, le film a été mis en place avec Universal, mais tomba finalement à l'eau à cause de problèmes avec les scripts et le budget. Il a d'abord été montré publiquement le 3 août 2012, à la American Cinematheque en 70 mm et projeté dans plusieurs autres villes dans ce format avant sa première officielle.

### Casting
Jeremy Renner était d'abord pressenti pour incarner Freddie Quell. Le nom de James Franco est ensuite évoqué, avant que Joaquin Phoenix ne soit officiellement engagé. Ce dernier n'avait tourné aucun film depuis le faux documentaire I'm Still Here en 2010. Paul Thomas Anderson souhaitait depuis très longtemps travailler avec lui : « cela fait 12 ans que je lui demande de jouer dans mes films mais il a toujours eu une raison de refuser. Je suis simplement reconnaissant qu'il ait accepté cette fois-ci ».
Le rôle de Peggy Dodd a été proposé à Reese Witherspoon avant de revenir à Amy Adams.

### Tournage
Le tournage débute en juin 2011 à Vallejo et Sacramento en Californie. Il se déroule également dans d'autres villes de Californie : à Oakland, Berkeley, Crockett et Los Angeles. Certaines scènes ont été tournées à Oahu dans l'archipel d'Hawaï.
70 mm
The Master a été tourné à 85 % en 65 mm. Il s'agit du premier film tourné intégralement (ou quasi) en 65 mm depuis le Hamlet de Kenneth Branagh en 1996. Ce format a été utilisé principalement durant la période 1955-1969, pour des films tels que 2001, l'Odyssée de l'espace, Ben-Hur, My Fair Lady, ou encore Playtime (quasi unique film français tourné en 65 mm). Le réalisateur a été convaincu de ce choix après quelques tests : « Ce format donne une image d’une netteté fantastique (...) les objets semblaient anciens sans avoir l’air d’être surannés ou de faire partie d’une reconstitution d’un style particulier ».
Paul Thomas Anderson et son chef-opérateur, Mihai Malaimare Jr, ont utilisé des caméras et objectifs sphériques Panavision. Pour faire correspondre le format des séquences en 65mm avec celui des rares séquences en 35 mm, ils ont adopté un format de 1.85 (et donc réduit le 2.20 originel du 65 mm avec objectifs sphériques). Ils ont utilisé de la pellicule Kodak, principalement de la KODAK VISION3 50D Color Negative Film 5203 et de la KODAK VISION3 200T Color Negative Film 5213, quelques scènes étant tournées en KODAK VISION3 250D Color Negative Film 5207 ou bien KODAK VISION3 500T 5219.

## Distinctions

### Récompenses
- Lion d'argent du meilleur réalisateur à la Mostra de Venise 2012 pour Paul Thomas Anderson
- Coupe Volpi pour la meilleure interprétation masculine pour Philip Seymour Hoffman et Joaquin Phoenix à la Mostra de Venise 2012
- Washington D.C. Area Film Critics Association Awards 2012 : Meilleur acteur dans un second rôle pour Philip Seymour Hoffman et meilleure musique
- San Diego Film Critics Society Awards 2012 : Meilleur scénario original et meilleure musique
- Boston Society of Film Critics Awards 2012 : Meilleure photographie
- Los Angeles Film Critics Association Awards 2012 : Meilleur réalisateur, meilleur acteur pour Joaquin Phoenix, meilleure actrice dans un second rôle pour Amy Adams, meilleure direction artistique
- Phoenix Film Critics Society Awards 2012 : Meilleur acteur dans un second rôle pour Philip Seymour Hoffman
- Austin Film Critics Association Awards 2012 : Meilleur réalisateur, meilleur acteur pour Joaquin Phoenix et meilleure photographie
- Florida Film Critics Circle Awards 2012 : Meilleur acteur dans un second rôle pour Philip Seymour Hoffman
- Chicago Film Critics Association Awards 2012 : Meilleur acteur dans un second rôle pour Philip Seymour Hoffman, meilleure actrice dans un second rôle pour Amy Adams, meilleure photographie, meilleure musique de film
- Southeastern Film Critics Association Awards 2012 : Meilleur acteur dans un second rôle pour Philip Seymour Hoffman
- Kansas City Film Critics Circle Awards 2012 : Meilleur film, meilleur scénario original et meilleur acteur dans un second rôle pour Philip Seymour Hoffman
- Utah Film Critics Association Awards 2012 : Meilleur acteur pour Joaquin Phoenix
- Toronto Film Critics Association Awards 2012 : Meilleur film, meilleur réalisateur, meilleur scénario original et meilleur acteur dans un second rôle pour Philip Seymour Hoffman
- International Online Film Critics' Poll 2012 : Meilleur scénario original, meilleur acteur dans un second rôle pour Philip Seymour Hoffman et meilleure actrice dans un second rôle pour Amy Adams
- National Society of Film Critics Awards 2013 : Meilleure actrice dans un second rôle pour Amy Adams et meilleure photographie
- Online Film Critics Society Awards 2013 : Meilleur réalisateur et meilleur acteur dans un second rôle pour Philip Seymour Hoffman
- Denver Film Critics Society Awards 2013 : Meilleur acteur dans un second rôle pour Philip Seymour Hoffman
- EDA Awards 2013 : Meilleur acteur dans un second rôle pour Philip Seymour Hoffman
- Vancouver Film Critics Circle 2013 : Meilleur acteur pour Joaquin Phoenix, meilleur acteur dans un second rôle pour Philip Seymour Hoffman et meilleure actrice dans un second rôle pour Amy Adams
- Critics' Choice Movie Awards 2013 : Meilleur acteur dans un second rôle pour Philip Seymour Hoffman
- Village Voice Film Poll 2013 : Meilleur film, Meilleur réalisateur, Meilleur acteur pour Joaquin Phoenix et meilleure actrice dans un second rôle pour Amy Adams
- London Film Critics Circle Awards 2013 : Acteur de l'année, Acteur de l'année dans un second rôle
- Chlotrudis Awards 2013 : Meilleure actrice dans un second rôle et meilleure photographie
- New York Film Critics Online : Les meilleurs films de l’année.

### Nominations
- Lion d'Or à la Mostra de Venise 2012[11].

- Golden Globes 2013[12],[13] :
  - Golden Globe du meilleur acteur dans un film dramatique pour Joaquin Phoenix
  - Golden Globe du meilleur acteur dans un second rôle pour Philip Seymour Hoffman
  - Golden Globe de la meilleure actrice dans un second rôle pour Amy Adams.

- Oscars 2013[14] : meilleur acteur pour Joaquin Phoenix, meilleur acteur dans un second rôle pour Philip Seymour Hoffman et meilleure actrice dans un second rôle pour Amy Adams.

## Bande originale
Albums de Jonny Greenwood
We Need to Talk about Kevin
(2011)
Jonny Greenwood du groupe Radiohead compose la bande originale du film. Il avait déjà collaboré avec Paul Thomas Anderson pour There Will Be Blood en 2008. Le musicien explique s'être inspiré du travail d'Otto Luening, pionnier de la musique électronique dans les années 1950 : « une partie de la musique du film a été enregistrée grâce à une technologie similaire, en jouant avec la vitesse des bandes, le sens de défilement et d’improbables techniques de micro ».
L'album sort en 11 septembre 2012 et contient également des chansons d'Ella Fitzgerald, Madisen Beaty, Jo Stafford et Helen Forrest.
Liste des titres
Toute la musique est composée par Jonny Greenwood sauf exception notée.
| 1.    | Overtones                                                |                 | 2:20 |
| 2.    | Time Hole                                                |                 | 1:42 |
| 3.    | Back Beyond                                              |                 | 3:42 |
| 4.    | Get Thee Behind Me Satan                                 | Ella Fitzgerald | 3:47 |
| 5.    | Alethia                                                  |                 | 4:06 |
| 6.    | Don't Sit Under the Apple Tree (With Anyone Else but Me) | Madisen Beaty   | 1:36 |
| 7.    | Atomic Healer                                            |                 | 1:24 |
| 8.    | Able-Bodied Seamen                                       |                 | 3:54 |
| 9.    | The Split Saber                                          |                 | 3:41 |
| 10.   | Baton Sparks                                             |                 | 2:20 |
| 11.   | No Other Love                                            | Jo Stafford     | 3:00 |
| 12.   | His Master's Voice                                       |                 | 3:34 |
| 13.   | Application 45 Version 1                                 |                 | 5:40 |
| 14.   | Changing Partners                                        | Helen Forrest   | 2:42 |
| 15.   | Sweetness of Freddie                                     |                 | 3:25 |
| 46:41 |                                                          |                 |      |

## Commentaires

### Projection en 70 mm
Le film a été le premier en 16 ans à être principalement tourné en 65 mm (avec des caméras Panavision System 65), un format de négatif de caméra qui est ensuite projeté en 70 mm (les 5 mm supplémentaires sont ajoutés aux copies de projection pour accueillir les pistes audio).  Le 3 août 2012, plus d'un mois avant sa première projection officielle à la Mostra de Venise, The Master a été présenté lors d'une "projection surprise" à l'American Cinematheque en 70 mm.  Il a été annoncé qu'il y aurait une projection spéciale juste après la projection d'une nouvelle version remasterisée de Shining de Stanley Kubrick.  Après le générique de Shining, il a été annoncé que la projection spéciale était celle de The Master.  Le film a été projeté sans titre d'ouverture (à l'exception du titre du film) ni de générique de fin.  The Weinstein Company a continué à présenter le film en 70 mm à New York, Los Angeles, Londres, Chicago, San Francisco, Seattle, Boston, Washington et Austin.  Bien que cette décision ait été prise parce qu'on considérait que The Master ne serait probablement pas projeté dans ce format pendant sa période de commercialisation, le film a finalement été projeté en 70 mm dans la plupart des salles américaines encore équipées pour ce format.
En France, un seul cinéma le diffuse en 70 mm : L'Arlequin dans le 6e arrondissement de Paris.

### Scientologie
De nombreux rapprochements ont été faits avec l'Église de Scientologie et son créateur L. Ron Hubbard. Très puissante aux États-Unis, l’Église aurait prévu une campagne de communication pour contrer celle du distributeur du film, The Weinstein Company. Cependant l'équipe et le réalisateur réfute tout lien avec la Scientologie : « je n'ai pas pensé à la scientologie. J'ai eu une approche très psychologique, pas du tout sociologique. Je ne pense pas décrire un phénomène américain. Cela pourrait se passer n'importe où ».

## Réception

### Box-office
| Pays ou région | Box-office      | Date d'arrêt du box-office | Nombre de semaines |
| -------------- | --------------- | -------------------------- | ------------------ |
| Mondial        | 28 258 060 $    | 24 mars 2013               | 23                 |
| États-Unis     | 16 377 274 $    | 14 mars 2013               | 26                 |
| France         | 209 372 entrées | 13 mars 2013               | 9                  |

The Master a rapporté 242 127 $ dans cinq salles au cours de sa journée d'ouverture en salles, le 14 septembre 2012, établissant un record pour une seule journée pour un film d'essai. Le film rapporte 736 311 $ de recettes, dans cinq salles, pour son premier week-end d'exploitation, pour une moyenne par salles de 147 262 $ et se classant à la dix-neuvième place du box-office américain, établissant un record en atteignant la plus haute moyenne pour un film tourné avec des prises de vue réelles. De plus, il s'agit du meilleur résultat du réalisateur au box-office lors du week-end d'ouverture. Au cours de son premier week-end pour sa sortie nationale, le film rapporte 4 391 092 $ dans 788 salles en prenant la septième place du box-office. Mais l'effort au box-office n'est pas récompensé, puisque après vingt-six semaines à l'affiche, le film finit avec un total de 16 377 274 $.
En France, The Master signe le meilleur démarrage le jour de sa sortie en salles, prenant la tête du box-office parisien en totalisant 1 462 entrées dans 18 salles. Pour son premier jour en salles, le film prend la seconde place en totalisant 13 993 entrées au box-office français, dont 7 624 entrées sur Paris. En première semaine, The Master se classe en septième position du box-office avec 112 747 entrées. En seconde semaine, le film se positionne en douzième position et totalise 42 159 entrées, pour un cumul de 154 906 entrées. Pour sa troisième semaine, The Master est à la vingtième place avec 25 063 entrées, soit un cumul de 179 969 entrées. Après neuf semaines à l'affiche, The Master totalise 205 963 entrées.
Les recettes internationales s'élèvent à 11 880 786 $, dont 2 295 079 $ au Royaume-Uni — le meilleur score au box-office du film à l'étranger — portant le total pour le box-office mondial à 28 258 060 $.
The Master peut-être considéré comme étant un échec commercial, étant donné que ses résultats au box-office n'ont pas amorti le budget de production.

### Accueil critique
Dans l'ensemble des pays anglophones, The Master est globalement bien reçu par la critique, recueillant 86 % d'avis positifs sur le site Rotten Tomatoes, basé sur 145 commentaires collectés et une note moyenne de 8.1⁄10 et un score moyen de 85⁄100 sur le site Metacritic, basé sur 41 commentaires collectés.
En France, le film est également reçu de façon favorable, obtenant une note moyenne de 3.8⁄5 sur Allociné, basé sur 26 commentaires collectés.

## Sortie vidéo
En France, The Master est sorti en DVD et Blu-ray le 15 mai 2013, édité par Metropolitan Vidéo,.